# Metroid (videójáték)
A Metroid egy akció-kalandjáték, amit a Nintendo fejlesztett és adott ki. A Metroid sorozat első része eredetileg Japánban jött ki Family Computer Disk Systemre 1986 augusztusában. A játékot Észak-Amerikában 1987 augusztusában adták ki Nintendo Entertainment Systemre, majd 1988 januárjában jelent meg Európában. A játék története a Zebes bolygón játszódik, ahol a főszereplő Samus Aran megpróbálja visszaszerezni a parazitás metroid organizmusokat, akiket elraboltak az Űrkalózok, akik azt tervezik, hogy lemásolják a metroidokat béta-sugárzás által, majd biológiai fegyverként felhasználják őket, hogy elpusztítsák Samust, és minden más ellenségüket.
A játékot a Nintendo Research & Development 1 (Nintendo R&D1) és az Intelligent Systems fejlesztette. Jokoi Gunpei volt a producer, Okada Szatoru és Jamamoto Maszao rendezte, valamint Tanaka Hirokazu szerezte a zenét. Ez volt a Metroidvania műfaj úttörője, amiben a játékosnak fel kell fedeznie a játékvilágot, miközben power-upokat szerez be, hogy eljuthasson a korábban elérhetetlen területekre. A gyorsaságtól függő változatos befejezésekért, egy korai népszerű játék lett a speedrunért. Szintén dicsérték, amiért ez volt az egyik első videojáték, amiben a főszereplő nő volt.
A Metroid egyszerre volt kritikai és kereskedelmi siker. A kritikusok dicsérték a grafikát, a soundtracket és a testhezálló irányítást. A Nintendo Power a 11. legjobb Nintendo konzolra kiadott játéknak rangsorolta. A Top 100 Games listákon a Game Informer a 11. helyre, míg az Electronic Gaming Monthly a 69. helyre rangsorolta. 2004-ben újra kiadták Game Boy Advance-re a Classic NES Series részeként, majd ugyanebben az évben megjelent egy remake, aminek a címe Metroid: Zero Mission, korszerűsített grafikával és játékmenettel. 2007 óta több Nintendo platformon jelent meg a Virtual Console szolgáltatás és a Nintendo Switch Online által.

## Játékmenet
A Metroid egy akció-kalandjáték, amiben a játékos irányítja Samus Arant a sprite-rendelt oldalnézetes tájakon. A játék a kitalált Zebes bolygón játszódik, egy nagy, nyílt-végű világ, amelynek területeit ajtók és liftek kötik össze. A játékos Samust irányítja, aki bejárja a bolygó barlangjait és Űrkalózokra vadászik. Az elején az ő egyetlen fegyvere egy gyenge erősugár, és ezenkívül csak ugrani tud. A játékos egyre több területet fedez fel, miközben olyan power-upokat gyűjt be, amik Samusnak különleges képességeket adnak, valamint erősíti az öltözékét és a fegyverzetét, így bejuthat az olyan területekre, amik korábban elérhetetlenek voltak. A power-upok közé tartozik a „Morph Ball”, amivel Samus labdává alakul át, hogy begurulhasson az alagutakba; a „Bomba”, amit csak labda formában lehet használ, és kinyithatja a rejtett emelet/fal utakat; valamint a „Screw Attack”, egy szaltó mozdulat, ami elpusztítja az útban álló ellenségeket.
A közönséges ellenségeken kívül Samusnak le kell győznie a két bosst, Kraidet és Ridleyt. Az egyszerű ellenségek legyőzése után a helyükön begyűjthető energia vagy rakétalőszer jelenik meg, amikkel vissza lehet tölteni az életerőt és a muníciót, melyek kapacitását ki lehet bővíteni a tárolótartályok beszerzésével és a két boss legyőzésével. Ha Kraid és Ridley le lett győzve, akkor a játékos a szobraikra való lövésel bejuthat az utolsó területre, hogy legyőzze az Anya Agyat.

## Cselekmény
20X5-ben az Űrkalózok megtámadták egy Galaktikus Szövetség által birtokolt kutatóhajót és megszerezték a metroid lények mintáit – az SR388 nevű bolygón felfedezett életformák. A Metroidok veszélyes lebegő szervezetek, akik képesek rátapadni bármely élőlényre, majd az életenergia kiszívásával megöli az áldozatot. Az Űrkalózok béta-sugárra való kitevéssel tervezik lemásolni a Metroidokat, hogy aztán biológiai fegyverként használva őket elpusztítsanak mindenkit aki ellenük van. Az elveszett Metroidok keresése során a Galaktikus Szövetség megtalálja az Űrkalózok főhadiszállását a Zebes bolygón. A Szövetség megtámadja a bolygót, de a kalózok ellenállnak, így a Szövetség kénytelen visszavonulni.
Végső próbálkozásként a Szövetség elküld egy magányos fejvadászt, hogy bejusson a kalózok bázisába és elpusztítsa az Anya Agyat, a biomechanikai élőformát, aki irányítja az Űrkalózok erődjét és védelmét. A legjobbnak tartott fejvadászt, Samus Arant választották a küldetés végrehajtására. Samus a Zebes felszínén landolva felfedezi a bolygót, bejárva a bolygó barlangjait, miközben legyőzi Kraidet, az Űrkalózok szövetségesét, és Ridleyt, az Űrkalózok parancsnokát. Végül Samus megtalálja és elpusztítja az Anya Agyat. Majd elszökik a bázisról, amit egy időzített bomba robbant fel.

## Fejlesztés
Miután a Nintendo az 1980-as években kiadott kereskedelmileg sikeres játékai, a Donkey Kong (1981), az Ice Climber (1985), a Super Mario Bros. (1985), és a kritikailag elismert The Legend of Zelda (1986) után a társaság egy akciójátékon kezdett el dolgozni. A „Metroid” szó keveréke a „metro” és az „android” szavaknak. A fejlesztést a Nintendo Research & Development 1 részlege és az Intelligent Systems végezte, és Jokoi Gunpei volt a producer. A Metroidot Okada Szatoru és Jamamoto Maszao (Yamamotóként listázva a stáblistán) rendezte és a zenét Tanaka Hirokazu (Hip Tanaka néven a stáblistán) szerezte. A forgatókönyvet Kano Makoto (a stáblistán családnevén listázva) készítette, és a karakterdizájnokért Kijotake Hirodzsi (a stáblistán Hirojiként listázva), Macuoka Hirofumi (a stáblistán New Matsuoka) és Szakamoto Josio (a stáblistán Shikamoto) voltak a felelősek. Kijotake készítette Samus Aran karakterdizájnát.
A produkciót „nagyon szabad munkakörnyezet”nek írta le Tanaka, aki azt állította, hogy bár zeneszerző, ő szintén hozzájárult a grafikához és segített elnevezni a helyeket. A fejlesztés egy pontján az egyik fejlesztő megkérdezte a többieket, hogy „Hé, nem volna menő, ha ebben a ruházatban levő személyről kiderülne, hogy valójában egy nő?” Ez az ötlet belekerült a játékba, de a játék angol-nyelvű kézikönyv férfiként hivatkozott Samusre. Szakamoto Ridley Scott 1979-es horrorfilmjét az A nyolcadik utas: a Halált nevezte meg mint „nagy befolyás”, a játékvilág megalkotása után. A fejlesztői stábra szintén befolyással volt az említett film lénytervezője H. R. Giger, akinek alkotásait megfelelőnek találták a témához. Még voltak problémák, amik ideiglenesen fenyegették a haladást, így végül Szakamotótt a felettesei erőltetetve kérték fel a részvételre, remélvén, hogy korábbi tapasztalatai segíthetik a csapatot. Szakamoto állította, hogy talált egy módot, hogy ki lehessen kerülni az erőforrás és az idő korlátozását, ezáltal ki lehet használni a játékmédia-eszközöket. A célja az volt, hogy különböző variációkat és egy izgalmas élményt alkosson.
A Nintendo azzal próbálta megkülönböztetni a Metroidot más játékoktól, hogy egy non lineáris kalandjátékot csinálnak, amiben a felfedezés döntő része az élménynek. A játékban gyakran szükséges a játékosnak visszamennie, arra erőltetve, hogy menjen minden irányba a kortárs játékokhoz hasonlóan. A Metroid volt az egyik első videójáték, ami lenyűgözte a játékost a kétségbeesés és a magány érzésével. A The Legend of Zeldát követően, a Metroid segített utat törni abban az ötletben, hogy a tárgyak beszerzésével erősíthetjük a karaktert és segít haladni a játékban. Korábban a legtöbb képességnövelő power-up, mint a „Power Shot” a Gauntletből (1985) és a „Starman” a Super Mario Bros.-ból csak ideiglenesen erősíti a karaktereket és nem szükségesek a játék teljesítéséhez, de a Metroidban a tárgyakat véglegesen lehet birtokolni a végéig. Különösen a rakéták és a jégsugár szükségesek a játék befejezéséhez.
Az Anya Agy legyőzése után a játékos láthatja az öt befejezési képernyő egyikét, ami a teljesítés idejétől függött. A Metroid volt az első játék, amiben több befejezés volt. A harmadik, a negyedik és az ötödik befejezésekben Samus Aran a páncélzata nélkül jelenik meg, és első alkalommal derül ki, hogy ő valójában egy nő. Japánban a hajlékonylemez médiát használta a Family Computer Disk System, amivel a játékosoknak legfeljebb három különböző mentése lehetett, hasonlóan a The Legend of Zeldához nyugaton. Egy beépített elem a fájlok kezelésére még nem volt teljesen megvalósítható a Metroid nemzetközi kiadásában. A játék nyugati változatai egy jelszórendszert használnak, ami annak idején új volt az iparban, így a játékosok leírhatnak egy 24 betűs kódot, majd újra beírják a játékba, hogy folytathassanak egy korábbi végigjátszást. A kódokkal olyan csalásokat lehetett használni, mint „NARPAS SWORD” és „JUSTIN BAILEY”.

### Zene
Tanaka olyan zenét akart csinálni a játéknak, hogy a játékosok olyat érezzenek, mintha egy „élő szervezettel” találkoznának, és ne legyen eltérés a zene és a hangeffektek között. Az egyetlen dallamos témát az Anya Agy legyőzése után lehetett hallani, hogy a győztes játékos katarzist kapjon. A játék nagy részében a dallamok sokkal minimálisabbak, mert Tanaka azt akarta, hogy a soundtrack ellenkezője legyen az akkoriban más játékokban található „hümmöghető” pop zenéknek.

## Kiadás
Hivatalosan „scrolling shooter” (Oldalnézetes Lövöldöző) videójátéknak határozták meg. A Nintendo Japánban Family Computer Disk Systemre adta ki 1986. augusztus 6-án. A játék játéktermi változatát 1986 augusztusában adták ki a Nintendo a PlayChoice-10 részeként. Nintendo Entertainment Systemre egy évvel később 1987. augusztus 15-én adták ki Észak-Amerikában, majd 1988. január 15-én Európában.

### Emuláció
A játékot többször is újra kiadták emuláció által. Ha a Game Boy Advance-es Metroid Fusion (2002) és a GameCube-os Metroid Prime (2002) össze van kapcsolva egy link kábellel, akkor az eredeti Metroid teljes változatát lehet játszani a GameCube-on. A játékot szintén ki lehet nyitni a Metroid: Zero Missionben (2004), mint bónusz tartalom a fő játék kijátszásért. Egy önálló kiadása az eredeti Metroidnak része volt a szintén Game Boy Advance-re kiadott Classic NES Seriesnek, amit Japánban 2004. augusztus 10-én, Észak-Amerikában 2004. október 25-én és Európában 2005. január 7-én adtak ki. A Wii Virtual Console-jába Európában 2007. július 20-án, Észak-Amerikában 2007. augusztus 13-án és Japánban 2008. március 4-én érkezett meg. A játékot a Nintendo 3DS Virtual Console-jában 2012. március 1-jén adták ki.
A 2010-es E3-on a Nintendo belerakta a Metroidot több NES-es és SNES-es játékkal egy Classic Games című Nintendo 3DS tech demoba. A Nintendo of America elnöke Reggie Fils-Aimé mondta „ne gondoljatok rájuk, mint remake-k”. Mijamoto mondta, hogy ezek a klasszikusok használhatnak „új képességeket azokban a játékokban, amik kihasználhatják a 3DS funkcióit”. Ezt kiadták a 3D Classics részeként, ami nem tartalmazza a Metroidot.

### Remake
A játékot újra képzelték, mint remake aminek a címe Metroid: Zero Mission. A háttértörténet továbbgondolták, a grafikát tovább fejlesztették és ugyanaz az általános játékelrendezés.

## Fogadtatás
A Metroid kereskedelmi siker volt, „híres”nek és „nagyon népszerű”nek jelentették 1989 óta. 2004-ig 2,73 millió példány kelt el világszerte.

### Kritikai fogadtatás
| Összegzőoldal | Értékelés | Értékelés            | Értékelés |
| Összegzőoldal | GBA       | NES                  | Wii       |
| ------------- | --------- | -------------------- | --------- |
| GameRankings  | 62%       | 63% (visszatekintve) | N/A       |

| Szerző         | Értékelés | Értékelés | Értékelés |
| Szerző         | GBA       | NES       | Wii       |
| -------------- | --------- | --------- | --------- |
| AllGame        | [ 31 ]    | [ 32 ]    | [ 33 ]    |
| CVG            | N/A       | 80%       | N/A       |
| Famicú         | N/A       | [ 34 ]    | N/A       |
| Game Players   | N/A       | Pozitív   | N/A       |
| GameSpot       | N/A       | N/A       | 5.5/10    |
| IGN            | N/A       | N/A       | 8/10      |
| Nintendo Power | N/A       | 17.5/20   | N/A       |

A Metroid pozitív kritikákat kapott a kritikusoktól megjelenése óta. A Famicom Cúsin magazin öt csillagból ötre értékelte 1989-ben. A Computer and Video Games mondta, hogy egy „kemény” platform játéktermi kaland egy „nagyon praktikus” jelszórendszerrel és ajánlotta a nagyon „kapzsi” játéktermi kalandoroknak. A Game Players dicsérték a „Kitűnő, gyorstempójú játékmenet.” A Nintendo Power NES visszatekintése 1990-ben értékelte 5/5-re a grafikát és hangot, 4,5/5-re az irányítást, 5/5-re a kihívásért és 5/5-re a szórakoztató témát.
2006-ban a Nintendo Power a Metroidot a 11. legjobb játéknak rangsorolta a „Top 200 Games” (Nintendo konzolon) listáján. Két évvel később a magazin a Nintendo Entertainment System ötödik legjobb játékának nevezte „Best of the Best”ben, leírván hogy ez a játék kombinálja a Super Mario Bros. platformerezését, a The Legend of Zelda felfedezésével és karakter frissítéseivel. A játékot a 44. helyre rangsorolta az Electronic Gaming Monthly eredeti „Minden idők 100 legjobb játéka” listáján 1997-ben, majd lezuhant a 69. helyre 2001-ben, de 2006-ban a 11. helyre rangsorolták a „Greatest 200 Videogames of Their Time” listán, ami idejük hatása szerint rangsorolja a játékokat (az EGM korábbi listái maradandó vonzerőn alapultak, nem tekintettek az újításokra és a befolyásra). A Game Informer minden idők 6. legjobb játékának rangsorolta 2001-ben és a 7. lett 2009-ben, mondván „elkezdte a nyílt felfedezés koncepcióját a játékokban”. 2004-ben a GameSpot a Metroidot minden idők legjobb játékainak listájára rakta. A GamesRadar az ötödik legjobb NES játéknak rangsorolta. A munkatársak szerint ez a játék korosodott a Super Metroid kiadása után, de „annak idején fantasztikus” volt. A Metroid több végződésének rangsorolása arra csábítja a játékosokat, hogy versenyezzenek a játékkal, vagy speedrunozzanak. Az Entertainment Weekly a 18. legjobb 1991-ben elérhető játéknak nevezte, mondván: „A látványok primitívek, de csak kevés játékra gondolhatsz úgy, mint az ötéves Metroidra. Ne próbálj utánanézni a Nintendo tippkönyvében, amiben találhatsz részletes térképeket a terepről, ahol irányíthatod a hősödet a küldetés teljesítése során.”
Egy visszatekintésben, ami az egész Metroid sorozatra fókuszál, a GameTrailers megjegyezte az eredeti játék hagyatékát és hatását a videójáték-iparban. Megjegyezték, hogy a Metroid indította el a sorozatot az egyre népszerűbb kereséses és felfedezéses játékmenetével. A weboldal mondta, hogy a részletes sprite-ok, az eredeti térképdizájnok és a megfélemlítő zenei szerzemény kombinációja „egy példátlan környezetet és atmoszférát hozott létre, ami csapdába ejtette a nézőt egy majdnem zárthely-iszonyos állapotban”. Megjegyezték, hogy amikor először mutatkozott be a „Morph Ball” a Metroidban, „a menőség egy tagadhatatlan bélyegzőjét csapta le az egész élményre és a franchise-ra” és örültek befejezésen, ami az Anya Agy legyőzése után történt leírván a versenyt a menekülésért a Zebes bolygón, úgy mint egy „csavar, amit kevesen látnak előre”. Azt mondták, hogy a játék „heves akciót” hozott a NES-re és egy újfajta tiszteletet a női főszereplőknek. Megjegyezvén, hogy a Metroid nem volt az első játék, ami nyílt világot ajánlott vagy, hogy nem ez az első oldalnézetes platformer felfedezős játék, vagy az első játék, ami megengedte a játékosoknak, hogy új területeket fedezzenek fel az újonnan szerzett tárgyakkal, a Gamesutra dicsérte a Metroidot, hogy ez az első videójáték, ami „vette ezeket az elemeket és szigorúan formálta őket egy játékdöntő struktúrába”.
Felülvizsgálva az eredeti NES játékot, az AllGame a Metroidot öt csillagos maximális értékeléssel díjazta. A kritika dicsérte a játékot a Metroid II: Return of Samus és a Super Metroid felett, állítván a „Metroid nem csak a meghökkentő grafikáért, a filmszerű hangeffektekért, az alapos irányításért és a friss játékmenetért egy klasszikus, hanem a maradó erőért is.” Felülvizsgálva a Classic NES Series változatát a játéknak, a GameSpot megjegyezte, hogy 18 évvel kiadása után a Metroid „nem ér fel a mai akció-kaland szabványokhoz”, a játéknak 5,2 pontot adott a 10-ből a „középszerűségért”. A Wiire kiadott Virtual Console-os változatról, az IGN azt kommentálta, hogy a játék prezentációja, grafikája és hangja alapvető volt. Ugyanakkor még mindig dicsérte a Metroid „hatásos” játékmenetét, és a játéknak 8 pontot adott a 10-ből, hogy „remek”, és kapott egy „Editor's Choice” díjat. A kritika állította, hogy a játék „még mindig lenyűgöző a hatókörön belül” és az ár „alku erre a kalandra”, miközben kritizálja azt, hogy többször is újra kiadták, valamint megjegyzi, hogy „türelem” kell ahhoz, hogy túllépjünk a nagy nehézségi görbén. A GameSpot a Virtual Console-os változatnak a kritikájában bírálta a „frusztráló szoba alaprajzokat” és a „folyamatosan lobbanó grafikát”. A weboldal különösen csalódott, hogy a Nintendo nem csinált semmilyen változtatást a játékon, főleg a mentési funkció hiánya miatt.
A Metroid játékmenete, az összpontosítás a felfedezésre, és keresni power-upokat, hogy új területekre lehessen eljutni, befolyással volt számos játéksorozatra, főleg a Castlevaniára. A leleplezés, hogy Samus valójában egy nő dicsérve lett, mint újítás, és a GameTrailers megjegyezte, hogy „a nők normáját darabokra robbantotta, amikor a női videójáték karakterek a kötelességtudó királynők és az elrabolt hercegnők szerepébe voltak kényszerülve, rakétarobbantó út az olyan más karaktereknek, mint Chun-Linek [a Street Fighter sorozatból] és Lara Croftnak a Tomb Raider sorozatból”.

### A zene
A videójáték tudós Andrew Schartmann Maestro Mario: How Nintendo Transformed Videogame Music into Art című könyvében megjegyezte a Jerry Goldsmith által szerzett „A nyolcadik utas: a Halál” filmzenéjének lehetséges befolyását Tanaka zenéjére – egy feltevés, amit támogat a tény, hogy Szakamoto elismerte a „A nyolcadik utas: a Halál” befolyását a játék fejlesztésében. Mint Schartmann megjegyzi, „Akárcsak a Metroid, a film legfeszültebb pillanatai a csendnek köszönhetőek.” Schartmann tovább érveli, Tanaka hangsúlyozása a csendre forradalmi volt a videojáték zeneszerzésre:
Tanaka legnagyobb hozzájárulása a játékzenéhez, paradox-módon, a csend formájából jön. Ő volt állítólag az első videójáték zeneszerző, aki hangsúlyozta a hang hiányát a zenéjében. Tanaka kottája  megtestesülése a magánynak és az atmoszférikus effektnek – amely belehatol mélyen az érzelembe.
Ezt a nézetet visszhangozta a GameSpot History of Metroidja, ami megjegyzi, hogy mennyire „[a játék zenéje] remekül felidézte a magány és az egyedüllét igazi érzését, miközben behatol egy ellenséges idegenbolygóba egyedül”.

## Fordítás
- Ez a szócikk részben vagy egészben  a   Metroid_(video_game) című angol Wikipédia-szócikk fordításán alapul.  Az eredeti cikk szerkesztőit annak laptörténete sorolja fel. Ez a jelzés csupán a megfogalmazás eredetét és a szerzői jogokat jelzi, nem szolgál a cikkben szereplő információk forrásmegjelöléseként.